# El Jebel
El Jebel è un centro abitato (census-designated place) degli Stati Uniti d'America, situato nella contea di Eagle dello Stato del Colorado. Nel censimento del 2010 la popolazione era di 3.801 abitanti.

## Geografia fisica
Secondo i rilevamenti dell'United States Census Bureau, El Jebel si estende su una superficie di 17,4 km².